# Bits & Pretzels
Bits & Pretzels ist eine dreitägige Konferenz für Gründer und Gründerinteressierte aus der Startup-Szene, die in München zwischen Mitte September und Anfang Oktober stattfindet. Zu den Referenten zählten bislang sowohl internationale als auch nationale Gründer und Investoren. Ziel der Veranstaltung ist die Vernetzung der Teilnehmer untereinander. Außerdem soll die Stadt München als internationaler Gründerstandort in den Fokus gerückt und die gesamte deutsche Gründerszene gestärkt werden.

## Geschichte
Im September 2014 fand die erste Gründerveranstaltung statt, die von Andreas Bruckschlögl und Bernd Storm van's Gravesande ins Leben gerufen wurde. Seit Januar 2015 unterstützt Felix Haas als dritter Co-Host das Team und das Trio bezeichnete die Veranstaltung von nun an als „Bits & Pretzels“.
Im Mai 2019 wurde Britta Weddeling, bisher Korrespondentin des Handelsblattes, als „Editor-In-Chief“ von Bits & Pretzels angekündigt.
Die erste Veranstaltung fand im September 2014 mit 1400 Teilnehmern statt. Zu den ersten Rednern zählten unter anderem die Gründer von Qype, mydealz, Stylight und Amiando. Darüber hinaus fanden verschiedene Startup-Pitches statt. Ilse Aigner, auch Schirmherrin des Events, leitete eine Podiumsdiskussion zu aktuellen politischen Themen. Die Einnahmen aus der Veranstaltung wurden an die Münchner Tafel gespendet.
Das zweite Bits & Pretzels fand am 16. Januar 2015 statt. Diese Veranstaltung hatte 1.800 Teilnehmer. Neben nationalen Speakern waren dieses Mal auch internationale Vortragende anwesend.
Das dritte Bits & Pretzels fand vom 27. bis 29. September 2015 mit rund 3.500 Gästen statt.  zusammen. Statt Frühstück wurde dieses Event erstmals als Neuauflage in Form eines dreitägigen Festivals durchgeführt. Zu den Rednern zählten unter anderem der CEO von Adidas Herbert Hainer und Niklas Östberg, CEO von Delivery Hero.
Vom 25. bis 27. September 2016 kamen zur vierten „Bits & Pretzels“-Auflage über 5000 Teilnehmer zusammen. Die ersten beiden Tage fanden wie auch im Vorjahr im Internationalen Congess Center der Messe München statt und der letzte Tag auf dem Oktoberfest. Zu den Rednern gehörten unter anderem der britische Unternehmer Richard Branson, der US-amerikanische Schauspieler Kevin Spacey, der Gründer von Airbnb Nathan Blecharczyk, die Vorstandsvorsitzende Mitchell Baker der Mozilla Foundation sowie die Investoren der VOX-Fernsehsendung Die Höhle der Löwen.
Vom 24. bis 26. September 2017 kamen erneut 5000 Teilnehmer in München zusammen, nachdem die Veranstaltung auf diese Teilnehmerzahl limitiert worden war. Als Redner waren bei der Veranstaltung unter anderem mit dabei: Stefan Raab, die beiden ehemaligen Weltfußballer Philipp Lahm und Oliver Kahn, die US-amerikanische Schauspielerin Carice van Houten sowie die CEOs von adidas, Infineon und E.ON.
Für die Veranstaltung 2018 waren der Satiriker und Fernsehmoderator Jan Böhmermann, der ehemalige F1 Weltmeister Nico Rosberg, die Gründerin der #MeToo-Bewegung Tarana Burke sowie die CEOs von Vodafone Deutschland, Volocopter und FlixMobility bestätigt.[veraltet]
Für die Messe 2019 vom 29. September bis 1. Oktober hielt Barack Obama die Eröffnungsrede.
Nach zwei Jahren pandemiebedingter Pause fand das Gründerfestival vom 25. bis 27. September 2022 wieder statt.
Im Jahr 2023 (24. September bis 26. September) stehen unter anderem  Michelle Obama, Nathan Blecharczyk, Robert Habeck sowie Oliver Kahn auf der Speaker-Liste in München.

## Ablauf
Bei Bits & Pretzels erzählen Gründer von nationalen und internationalen Unternehmen ihre Erfolgsgeschichte und geben Tipps. An den ersten beiden Konferenztagen im Internationalen Congress Center in München stehen Keynotes, Workshops, Panel-Diskussionen, Masterclasses und ein Startup-Wettbewerb auf dem Programm. Die Referenten auf der Hauptbühne tragen dabei bayerische Tracht, um die bayerische Tradition mit Innovation zu verbinden. Der dritte Tag der Veranstaltung steht im Zeichen des Networkings, und so versammeln sich auf dem Oktoberfest noch einmal alle Teilnehmer. Nach dem „Table Captain“-Prinzip netzwerken die jungen Gründer und Investoren mit Bier und Hendl im gefüllten Oktoberfestzelt. Zusätzlich gab es 2017 das erste Mal sogenannte „Topic Tables“, auf denen sich alles um ein bestimmtes Thema dreht. Seit 2017 sind mit einer Bühne zum Thema Corporate Innovation und einer Bühne für Investoren neue inhaltliche Schwerpunkte gesetzt worden. Das Thema Matchmaking wurde vor Ort mit einer eigens dafür vorgesehenen Fläche gezielt gestärkt, um die Teilnehmer untereinander besser zu vernetzen. Neben dem branchenbezogenen Inhalten sorgt ein Unterhaltungsprogramm, u. a. mit Comedians und Bands, für Abwechslung. So war 2015 der Bayerische Comedian Harry G auf der Bühne und 2016 fand ein Live-Konzert der deutschen Band Sportfreunde Stiller statt. 2017 spielte die Band Moop Mama im Oktoberfest Zelt. In den vergangenen Jahren noch im kleinen Rahmen umgesetzt, fand 2017 erstmals die Bits & Pretzels Startup Night statt, bei der in ganz München Abendveranstaltungen auch von nicht „Bits & Pretzels“-Teilnehmern besucht werden konnten.

## Referenten (Auswahl)
Bei der Veranstaltung treten sowohl nationale als auch internationale Speaker von Start-ups auf.
| Jahr | Organisation                          | Referent                  |
| ---- | ------------------------------------- | ------------------------- |
| 2014 | Bigpoint                              | Heiko Hubertz             |
| 2014 | Qype                                  | Stephan Uhrenbacher       |
| 2014 | Westwing                              | Delia Fischer             |
| 2014 | Zooplus                               | Sven Rittau               |
| 2014 | XING                                  | Lars Hinrichs             |
| 2014 | Jochen Schweizer                      | Jochen Schweizer          |
| 2014 | mydealz                               | Fabian Spielberger        |
| 2015 | 9GAG                                  | Ray Chan                  |
| 2015 | Tinder                                | Jonathan Badeen           |
| 2015 | Tune                                  | Peter Hamilton            |
| 2015 | Shazam                                | Avery Wang                |
| 2015 | Zendesk                               | Mikkel Svane              |
| 2015 | Prezi                                 | Peter Arvai               |
| 2015 | Evernote                              | Phil Libin                |
| 2015 | LeWeb                                 | Loïc Le Meur              |
| 2016 | Virgin                                | Sir Richard Branson       |
| 2016 | Kevin Spacey                          |                           |
| 2016 | Airbnb                                | Nathan Blecharczyk        |
| 2016 | Mozilla                               | Mitchell Baker            |
| 2016 | Nest                                  | Tony Fadell               |
| 2016 | Recode                                | Kara Swisher              |
| 2016 | TechCrunch                            | Mike Butcher              |
| 2017 |                                       | Stefan Raab               |
| 2017 | Carice van Houten                     |                           |
| 2017 | Amazon                                | Werner Vogels             |
| 2017 | E.ON                                  | Johannes Antonius Teyssen |
| 2017 | Infineon                              | Reinhard Ploss            |
| 2017 | adidas                                | Kasper Rorsted            |
| 2017 | Schranner Negotiation Institute       | Matthias Schranner        |
| 2017 | Board Member Linde, Munich Re & Metro | Ann-Kristin Achleitner    |
| 2018 |                                       | Jan Böhmermann            |
| 2018 | Nico Rosberg                          |                           |
| 2018 | Tarana Burke                          |                           |

## Table Captains (Auswahl)
Die Table Captains sind Vertreter aus den Bereichen Presse, Wirtschaft oder Bildung und sollen an den ihnen zugeteilten Tischen Diskussionen anregen. Mit Hilfe des „First-Come-First-Serve“-Prinzip können die Besucher bereits im Vorfeld auswählen, mit welchem Table Captain sie am Tisch sitzen möchten.
| Table Captain          | Position                 | Unternehmen                 |
| ---------------------- | ------------------------ | --------------------------- |
| Katharina Borchert     | Chief Innovation Officer | Mozilla Corporation         |
| Jan Christe            | Chefredakteur            | t3n Magazin                 |
| Alexander Görlach      | Herausgeber              | The European                |
| Wolfgang Grupp         | Inhaber                  | Trigema                     |
| Florian Langenscheidt  | Wagniskapitalgeber       |                             |
| Nico Lumma             | Gründer                  | Next Media Accelerator      |
| Sonja Schwetje         | Chefredakteurin          | n-tv                        |
| Cherno Jobatey         | Herausgeber              | Huffington Post             |
| Max Wittrock           | Gründer                  | Mymuesli                    |
| Jess Erickson          | Programm Director        | 500 Startups                |
| Alexander Kudlich      | Managing Director        | Rocket Internet             |
| Adam Bird              | Senior Partner           | McKinsey & Company Inc.     |
| Hannes Ametsreiter     | Chief Executive Officer  | Vodafone Germany            |
| Ulrich Schäfer         | Chief Business-Editor    | Süddeutsche Zeitung Verlag  |
| Antonella Mei-Pochtler | Senior Advisor           | The Boston Consulting Group |
| Jackie Hunt            | Member of the Board      | Allianz                     |
| Ralf Wenzel            | Chief Security Officer   | Delivery Hero AG            |
| Ralf Kleber            | VP. Country Manager      | Amazon.com                  |